# Парламент Шотландского королевства
Парламент Шотландского королевства (скотс Pairlament o Scotland) существовал с XIII века до унии 1707 года, когда был учреждён объединённый парламент Великобритании. Парламент Шотландии был создан вновь в 1998 году после референдума 1997 года и принятия Акта о Шотландии.

## История

### Возникновение
Первое упоминание о шотландском «парламенте» в виде т. н. «коллоквиума» относится к 1235 г., ко времени правления короля Шотландии Александра II. В это время происходила трансформация совещательного совета епископов и графов при короле — в более представительный институт с судебно-административными функциями. После смерти короля Александра III, когда страна оказалась в состоянии неопределённости относительно того, кто станет новым монархом Шотландии, средневековый «парламент» в виде т. н. «ассамблеи» взял на себя функции высшего органа власти, санкционирующего назначение регентского совета (т. н. «хранителей»). При Иоанне Баллиоле термин «парламент», применимый к регулярно собиравшемуся сословному собранию, стал использоваться для противостояния претензиям короля Англии на верховную власть над Шотландией. Новый импульс развития шотландского «парламента» был придан Робертом Брюсом, который опирался на собор трех сословий страны в его борьбе за национальную независимость. К середине XIII века уже сложилась практика участия в «парламенте» высшего духовенства, шотландских магнатов, лэрдов, держащих свои земли от короля, а также представителей городов (бургов). Начиная с конца правления Роберта Брюса и особенно при Давиде II «парламент» наделялся функциями согласования по налогообложению, хотя в средневековой Шотландии практика регулярного налогообложения так и не установилась..

### Состав
Парламент Шотландии, в отличие от английского, был однопалатным. Он формировался из представителей трёх сословий королевства:
- духовенства (епископы и аббаты имели право непосредственного членства в парламенте);
- дворянства (герцоги, графы, лорды парламента (титул, введённый в 1437 году) и лэрды, являвшиеся вассалами непосредственно короля, участвовали в парламенте лично; с XVI века в состав парламента входят также представители графств, избираемые дворянами каждого графства Шотландии);
- горожан (королевские (Эдинбург, Перт, Абердин и др.) и крупнейшие частновладельческие (Глазго) города были представлены делегатами избиравшимися муниципальными органами).

В XVII веке в шотландском парламенте также участвовали лица, занимающие высшие государственные должности в королевской администрации.

### Компетенция
Парламент Шотландии вместе с монархом являлся верховным органом законодательной и судебной власти. Важнейшей функцией парламента было утверждение законов, переданных на его рассмотрение королём, которые становились обязательными к исполнению на всей территории Шотландии. Наибольшее значение законодательная компетенция парламента имела для установления налогов: только парламент мог разрешить королю взимание налогов с населения страны. Помимо этого парламент мог рассматривать вопросы внешней и внутренней политики и утверждал международные договоры, заключённые королём. Парламент также являлся высшей судебной инстанцией государства и обладал определёнными законодательными полномочиями в церковных вопросах. В некоторые периоды своего существования шотландский парламент также присваивал себе функции контроля над различными аспектами государственной администрации, чаще всего — над порядком сбора и расходования налогов (впервые — в 1399 г.).

### Комитеты и комиссии

#### Комитет статей
С середины XV века большая часть законотворческой работы парламента обычно передавалась в специально создаваемый «Комитет статей». Он избирался сразу после открытия парламента из представителей трёх сословий и занимался разработкой текстов законопроектов по вопросам, вынесенным на рассмотрение парламента королём. Затем подготовленные Комитетом статей законы выносились на утверждение парламента. Поскольку в период средних веков в Шотландии парламент не имел права законодательной инициативы (вопросы на рассмотрение мог выносить только король), а практика обсуждения законопроектов палатой не установилась, Комитет статей приобрёл огромную роль в законодательной сфере. Возможность королей Шотландии влиять на его состав позволяла проводить через парламент необходимые королевской власти решения. Тем не менее, до начала абсолютистской политики Якова VI и Карла I парламенту Шотландии достаточно часто удавалось блокировать королевские предложения (особенно в сфере налогообложения).

#### Судебные комиссии
Будучи высшим органом судебной власти в стране, парламент Шотландии большую часть своей работы посвящал рассмотрению апелляций и исков. Для реализации судебных функций из состава парламента обычно избиралась одна или несколько судебных комиссий. Первая постоянно действующая судебная комиссия из представителей трёх сословий была избрана Пертским парламентом 1370 г.

### Эволюция развития парламентаризма

#### Период становления (XIV — начало XV века)
Уже во второй половине XIV века парламент стал важнейшим институтом системы государственной власти Шотландии после короля. Благодаря сотрудничеству сословий и короля Давида II были проведены важные экономические реформы и упорядочено финансирование королевской администрации, что на долгие годы обеспечило финансовую стабильность Шотландии. В то же время именно парламент стал гарантом национальной независимости страны, не позволив Давиду II осуществить его план по передаче прав наследования шотландского престола английскому королевскому дому. При первых Стюартах значение парламента несколько упало, однако одновременно и сама королевская власть переживала упадок, оказавшись фактически подчинённой крупной шотландской аристократии. В этот период парламент использовался враждующими группировками знати для политической борьбы с соперниками. Но уже начиная с 1424 г., после возвращения Якова I из английского плена, парламент страны вновь переживает возрождение: на вторую четверть XV века приходится один из пиков законотворчества шотландского парламента, который вместе с королём начал осуществлять широкую программу преобразований, направленную на укрепление государственной власти и восстановление финансовой стабильности. В то же время происходит реформирование и самого парламента: в 1428 г. был утверждён ордонанс Якова I о порядке участия баронов, прелатов и представителей местного дворянства в парламенте страны.
Во второй половине XV века созывы парламента становятся регулярными. Так в период правления Якова III парламент собирался практически каждый год, а иногда и по два раза в год. В это время увеличивается значение комитетов и комиссий парламента, в которых сосредотачивается его текущая работа. Большую роль стал играть Комитет статей, который добивался утверждения собственных редакций законопроектов, часто противоречащих стремлениям короля. Вообще, в конце правления Якова III парламент Шотландии вышел из-под контроля короля и стал представлять реальную оппозицию королевской власти: так в 1479 г. сословия отказались осудить герцога Олбани, а в 1482 г. поддержали Лодерский мятеж баронов против короля. Поэтому когда королём Шотландии стал Яков IV, начал постепенно снижать роль парламента, ограничивая прямое представительство дворян и передавая основные вопросы на рассмотрение в Тайный совет. После 1509 г. король прекратил созывы парламента. Однако движение Шотландии в сторону абсолютизма оказалось непродолжительным: после смерти Якова IV в 1513 г. начался длительный период регентств, что позволило парламенту восстановить свои позиции.

#### Реформация и абсолютизм (XVI — начало XVII века)
Протестантская революция 1559—1560 гг. оказала большое влияние на развитие парламентской системы Шотландии. С одной стороны, утвердив протестантские реформы, парламент таким образом присвоил себе высшую церковную власть в стране. С другой стороны, был создан новый представительный орган церковной власти — генеральная ассамблея, которая вскоре начала притязать на верховенство не только в религиозных вопросах, но в определении общих направлений внутренней политики. Реформация ликвидировала монастыри и аббатства, чем сильно подорвала значение духовного сословия в парламенте. Пресвитериане требовали вообще исключить представителей церкви из состава парламента, сосредоточив их исключительно в генеральной ассамблее, тем самым полностью отделив церковь от государства. Однако королю Якову VI удалось отстоять право епископов на участие в парламенте. В то же время (1587 г.) окончательно сложился механизм выборов представителей графств в парламент стране (по два депутата от каждого графства).
С начала XVII века, после объединения корон Англии и Шотландии, начинается процесс укрепления королевской власти и наступления на прерогативы парламента. Яков VI и Карл I пытались добиться полного подчинения парламента своей власти. И это, в значительной степени, им удалось: среди депутатов епископы, должностные лица и пэры, недавно возведённые в титул, составляли естественную опору короля; давление на шерифов обеспечивало избрание рекомендованных королём представителей графств в парламенте; существовали также способы влияния на выборы депутатов от городов. Были запрещены раздельные заседания сословий, ограничивалось время на рассмотрение законопроектов, не допускалось их обсуждение. Резко возросла роль представителя короля в парламенте, который фактически начал осуществлять функции президента парламента. Наибольшее значение имело изменение порядка формирования Комитета статей: с 1621 г. епископы избирали в комитет восемь дворян, которые в свою очередь избирали восемь епископов, а затем все вместе — по восемь представителей от баронов и городов. Этот способ избрания обеспечивал комплектование Комитета исключительно королевскими ставленниками. Законотворческая работа целиком сосредоточилась в Комитете, а сам парламент лишь утверждал его решения (часто сессия продолжалась лишь один-два дня).
Однако, несмотря на новые механизмы влияния короля на состав и работу парламента, он тем не менее не стал простым инструментом королевской политики. Так утверждение «Пяти пертских статей» в 1621 г. удалось провести через парламент лишь незначительным большинством голосов. В 1626 г. Карл I вообще прекратил созывы парламента и возобновил их лишь в 1633 г. для санкционирования королевских реформ в сфере богослужения. Но на парламенте 1633 г. король натолкнулся на решительное сопротивление своей политике со стороны формирующейся баронской оппозиции, требующей, в частности, восстановления прав и свобод парламента.

#### Ковенантское движение и Реставрация (1638—1689)
Начало восстания в Шотландии в 1637 г. и подписание «Национального ковенанта» в 1638 г. означало новый этап в развитии парламента и парламентаризма в стране. Комитет статей был упразднён, епископы исключены из состава парламента, ликвидировано всякое влияние королевской власти на выборы депутатов парламента. После победы парламентской армии в Епископских войнах с войсками Карла I в 1639—1640 вся власть в Шотландии сосредоточилась в руках парламента. Сословия узурпировали право дачи согласия на высшие государственные должности, установили обязательность созыва парламента раз в три года и лишили короля права на отложение и роспуск парламента. На протяжении десятилетия Шотландия управлялась именем парламента. В 1651 г., однако, войска Оливера Кромвеля оккупировали страну и Шотландия была объединена с Англией в единое Содружество. Шотландский парламент был упразднён, несколько представителей Шотландии стали депутатами английского парламента.
После Реставрации Стюартов в 1660 г. парламент Шотландии был восстановлен. Законодательство времён ковенантского движения было аннулировано, епископы и должностные лица вновь вернулись в состав палаты, Комитет статей был восстановлен в том виде, который он приобрёл при Карле I. Но полного возврата к королевскому абсолютизму не произошло: парламент получил большую свободу в обсуждении законопроектов и выражении собственного мнения. Новая аристократическая оппозиция вновь стала использовать парламент для выступлений: уже в 1663 г. сословия обрушились на государственного секретаря Лодердейла, а в 1672 г. выступления оппозиции заставили короля Карла II распустить парламент, после чего он не созывался почти десять лет. Возвращение абсолютистских тенденций стало заметно с начала 1680-х гг., когда путём подтасовок и ограничения свободы обсуждения король провёл через парламент «Акт о присяге», предписывающий обязательность присяги в безусловном повиновении королю для занятия любых государственных должностей, который фактически восстановил королевскую супрематию в стране. Попытки короля Якова II в 1686 г. ввести веротерпимость и отменить законы против католиков вызвали решительный отпор шотландского парламента. Антагонизм между королём и сословиями нарастал и в 1688 г. вылился в «Славную революцию».

#### Объединение с Англией (1689—1707 гг.)
С приходом Ганноверской линии на престол Англии, шотландский тайный совет настоял пред Вильгельмом Оранским на экстренном созыве собора шотландских сословий, который в 1689 году принял основополагающий и поныне действующий «Акт о Праве» (англ. Claim of Right Act 1689), ограничивавший королевскую власть и утверждавший принцип народного суверенитета шотландцев. Таким образом, «Славная революция» освободила шотландский парламент от королевского диктата, вновь исключила духовенство из состава депутатов и упразднила так называемый Комитет статей. В парламенте впервые начали складываться политические партии и введена свобода обсуждения законопроектов. Значение парламента в шотландской конституции необычайно выросло, и правительству зачастую приходилось прибегать к подкупу и политическому маневрированию для проведения желаемых решений. С начала XVIII века парламент стал центром бурных дебатов по вопросу об объединении Англии и Шотландии в единое государство. Во многом благодаря разногласиям между противниками объединения, а также при определённом влиянии краха Дарьенской программы и финансовых субсидий королевы, в 1706 году члены двух правительств заключили договор об Унии, а в 1707 г. парламенты Англии и Шотландии ратифицировали его, приняв «Акт об унии», согласно которому два британских государства объединялись в одно — Королевство Великобританию. Шотландский парламент перестал заседать, а представители шотландских графств и шотландские бароны вошли в состав парламента Великобритании.